# Royement
Royement is de juridische handeling waarbij een persoon uitgeschreven wordt uit de Nederlandse adel.

## Geschiedenis
Verlies van Nederlands adeldom heeft zich tot nu toe negen keer voorgedaan. Zeven van die gevallen vonden plaats tussen 1816 en 1849. Dat gebeurde wegens het treden in vreemde krijgsdienst en het aannemen van vreemde adeldom, wegens het bedanken voor het lidmaatschap van een Ridderschap. ten gevolge van een onterend vonnis. wegens het verstrekken van vervalste gegevens en driemaal op grond van een persoonlijk verzoek.
Twee gevallen deden zich voor in 1984 en 2019. Dat gebeurde  op eigen verzoek wegens principiële bezwaren tegen het instituut adeldom.

### Wettelijke basis
De gedane verzoeken tot 1845 werden gedaan bij koninklijke dispositie. Het royement vanwege vreemde krijgsdienst gebeurde bij Koninklijk Besluit (KB), dat vanwege een onterend vonnis van rechtswege.
Het royementen op verzoek in 1984 en 2019 werden verleend bij KB. Daarbij werd uitsluitend verwezen naar het vroegere artikel in de Grondwet, sinds 1994 artikel 1 van de Wet op de adeldom  'De koning verleent adeldom'. Volgens mr. J. van Haersolte 'Royement revisited'  NJB 2022 p 974-976 ontbreekt aan deze royementen de rechtsgrond, Artikel 1 Wet op de adeldom voorziet  alleen in het verlenen van adeldom, niet in het ontnemen hiervan.
De in 1994 in werking getreden Wet op de adeldom kent geen bepalingen omtrent het verlies van adeldom. 
De royementen op verzoek zijn in de 19e eeuw gepubliceerd in de zogenaamde in het Staatsblad verschenen adelslijsten; dat is niet gebeurd voor de gevallen uit 1984 en 2019.

## Individuele gevallen

### Van Dedem (1816)
In 1816 werd (jhr.) Anthony Boldewijn Gijsbert van Dedem (1777-1825), na te zijn benoemd door Lodewijk XVIII van Frankrijk tot generaal, van al zijn rechten als Nederlander vervallen verklaard. Daarmee verloor hij ook zijn Nederlanderschap en zijn Nederlandse adeldom.

### Du Chastel de la Howarderie (1819)
Bij KB van 5 maart 1816 werd Ferdinand Ernest Joseph Antoine Marie Albéric "du Chastel de la Hovanderie" benoemd in de ridderschap van Henegouwen met homologatie van de titel graaf. Benoeming geschiedde met akten van bewijs, wat echter nooit gelicht is. Bij KB van 2 augustus 1819 werd hij geroyeerd uit die ridderschap waarmee zijn adeldom verviel; het KB vermeldt dat hij nooit zitting had genomen en dat hij schriftelijk had verklaard afstand te doen van zijn lidmaatschap.

### Changuion (1825)
(Jhr.) mr. François Daniël Changuion (1766-1850), lid van de familie Changuion, was een Nederlands diplomaat die in 1815 werd verheven in de Nederlandse adel. Vanaf 1818 pleegde hij, ten einde aan geld te komen, valsheid in geschrifte waarop hij op 27 februari 1823 bij verstek tot tien jaar gevangenisstraf en een geldboete werd veroordeeld; hij was inmiddels uitgeweken naar Duitsland. Bij KB van 25 juli 1825 werd hij vervolgens geroyeerd uit de Nederlandse adel; zijn voor het gevelde vonnis van 1823 geboren kinderen mochten hun adeldom behouden en hebben hun adeldom doorgegeven aan hun nakomelingen.

### Van der Renne (1836)
In 1817 en 1830 werden leden van de familie Van der Renne erkend te behoren tot de Nederlandse adel. Voor hen werd de titel van ridder gehomologeerd. Op verzoek werd bij koninklijke dispositie Oscar Pierre Henri (ridder) van der Renne (1805-1870) geroyeerd uit de Nederlandse adel. Dit werd bekendgemaakt bij de verschijning van de adelslijst van 1843.

### Van Massow (1837)
De familie van Massow was van oud-adellijke afkomst uit Pommeren. In 1817 werd een afstammeling ingelijfd in de Nederlandse adel. In 1822 werd bij KB aan jhr. mr. Frederik van Massow (1798-1876) toegestaan om binnen een jaar te bewijzen dat hij aanspraak had op de titel van baron. Toen dit geen positief resultaat opleverde, diende hij een verzoek tot royement voor hem en zijn afstammelingen in; dit werd hem bij koninklijke dispositie van 16 januari 1837 verleend.

### Lampsins (1845)
Op verzoek van rechter mr. Jan Pieter Cornelis (baron) Lampsins (1774-1848), laatste lid van de familie Lampsins, werd hij bij  koninklijke dispositie van 9 januari 1845 geroyeerd uit de Nederlandse adel; dit werd gepubliceerd in de adelslijst van 1846.

### Parker de Ruyter Rocher van Renais (1849)
In 1846 werd mr. Willem Parker de Ruyter Rocher van Renais (1804-1859) verheven in de Nederlandse adel. Door vermoedelijke vervalsing door hem van zijn doopakte werd bij koninklijke disponitie van 7 juli 1849 die verheffing aangehouden. Daardoor werd dit geslacht met die naam sinds 1849 niet meer gerekend tot de Nederlandse adel.

### Van Beyma (1984) en onbekend (2019)
Op verzoek van (jhr.) Pieter Laurens van Beyma (1943), lid van de familie Van Beyma, werd hij bij KB van 21 februari 1984 geroyeerd uit de Nederlandse adel; in tegenstelling tot de andere royementen is dit niet gepubliceerd in het Staatsblad.
Over het negende geval (2019) zijn geen verdere details bekend dan dat het een Nederlandse vrouw van adel betrof.
Voor beide gevallen betrof het een verzoek door de betrokkene zelf op basis van principiële bezwaren tegen het instituut adel. Bij beiden werd in eerste instantie ook negatief beslist, alvorens het royement werd toegekend.